# Giacomo Stabile
Giacomo Stabile (født 18. april 2005) er en italiensk fodboldspiller, der spiller som forsvarsspiller for Serie A klubben Inter Milan.

## Tidligt liv
Stabile kom til den italienske Serie A klub Inters ungdomsakademi i en alder af ni år. 

## Karriere
Stabile startede sin seniorkarriere hos Inter Milan.
Den 11. juli 2024 blev Stabile udlejet til Serie C- klubben Alcione. 

## Privatliv
Stabile har betragtet den italienske landsholdsspiller Alessandro Bastoni som sit fodboldidol.